# Martensella corticii
Martensella corticii är en svampart som beskrevs av Thaxt. ex Linder 1943. Martensella corticii ingår i släktet Martensella och familjen Kickxellaceae.   Inga underarter finns listade i Catalogue of Life.